# Scaptrella tenuicaudata
Scaptrella tenuicaudata is een rondwormensoort uit de familie van de Xyalidae. De wetenschappelijke naam van de soort is voor het eerst geldig gepubliceerd in 1956 door Gerlach.